# Президентские выборы в Сальвадоре (1923)
Президентские выборы в Сальвадоре проходили 14 января 1923 года. Единственным кандидатом был Альфонсо Киньонес Молина, который был избран президентом.

## Результаты
| Кандидат                           | Партия                              | Голоса | %   |
| ---------------------------------- | ----------------------------------- | ------ | --- |
| Альфонсо Киньонес Молина           | Национальная демократическая партия |        | 100 |
| Недействительных/пустых бюллетеней |                                     |        |     |
| Всего                              | Всего                               |        | 100 |